# Synkavytjy
Synkavytjy (vitryska: Сынкавічы) är en by i Belarus.   Den ligger i voblasten Hrodna voblast, i den västra delen av landet, 180 km sydväst om huvudstaden Minsk. Synkavytjy ligger 162 meter över havet och antalet invånare är 200.

## Natur och klimat
Terrängen runt Synkavytjy är platt. Närmaste större samhälle är Slonіm, 11,2 km öster om Synkavytjy.
Omgivningarna runt Synkavytjy är en mosaik av jordbruksmark och naturlig växtlighet. Runt Synkavytjy är det ganska tätbefolkat, med 54 invånare per kvadratkilometer.